# Date Night
Date Night is een Amerikaanse komedie uit 2010. De film is geregisseerd Shawn Levy. De hoofdrollen worden vertolkt door Steve Carell en Tina Fey.

## Verhaal
Het wekelijkse uitje van het gelukkig getrouwde stel Claire en Phil Foster, pakt deze keer anders uit. Omdat een stel criminelen Claire en Phil verwarren met een ander stel, komen ze behoorlijk in de problemen te zitten en belanden ze in de een na de andere gevaarlijke, spannende en bizarre situatie.

## Rolverdeling
- Steve Carell als Phil Foster
- Tina Fey als Claire Foster
- Mark Wahlberg als Holbrooke Grant
- Ray Liotta als Joe Miletto
- James Franco als Chase "Taste" Tripplehorn/Tom Felton
- Mila Kunis als "Whippit" Tripplehorn
- Mark Ruffalo als Brad Sullivan
- Kristen Wiig als Haley Sullivan
- Common als Detective Collins
- Jimmi Simpson als Detective Armstrong
- Taraji P. Henson als Detective Arroyo
- Leighton Meester als Katy
- William Fichtner als Frank Crenshaw
- Olivia Munn als de Hostess
- J. B. Smoove als Cab Driver
- Michelle Galdenzi als Claw Waitress
- Gal Gadot als Natanya

## Productie
De opnames begonnen in april 2009. De film werd voornamelijk opgenomen in Manhattan, hoewel sommige scènes gefilmd werden in het centrum van LA.